# حي المثلث (أبين)
حي المثلث هو أحد أحياء مدينة جعار في محافظة أبين اليمنية. بلغ تعداد سكانه 3915 نسمة حسب التعداد السكاني في اليمن لعام 2004.